# Județul Ananiev
Județul Ananiev a fost unul dintre cele 13 județe care au făcut parte din Guvernământul Transnistriei, regiune aflată sub administrație românească între anii 1941 și 1944.

## Istoric
Din punct de vedere istoric și demografic, românii (moldovenii) nu au reprezentat niciodată mai puțin de 18% din populația regiunii. 

## Geografie
Județul, care se găsea în partea central-sudică a Transnistriei, era împărțit administrativ într-un oraș, Ananiev, care era și sediul județului, și șase raioane.
În sensul acelor de ceasornic, județul Ananiev se învecina la nord cu județele Balta și Golta, la est cu județul Berezovca, la sud cu județul Odesa, la sud-vest cu județul Tiraspol, iar la vest cu județul Dubăsari și la nord-vest cu județul Râbnița toate aceste șapte județe fiind aflate în Guvernământul Transnistriei.

## Componență
Reședința județului Ananiev se găsea în orașul omonim, Ananiev, care se afla în sudul raionului Ananiev, dar în nordul raionului Sfânta Troițca.
Județul Ananiev era compus din raioanele Ananiev, Cernova, Petroverovca, Sfânta Troițca, Siraievo și Valea Hoțului.

## A se vedea și
- Ananiev
- Raionul Ananiev